# 1434
سنة 1434 كانت سنة بسيطة تبدأ يوم الجمعة (الرابط يظهر نموذج التقويم الكامل للسنة) من التقويم اليولياني.

## مواليد
- إليانور البرتغالية إمبراطورة رومانية مقدسة
- خالد الأزهري (نحوي) فقيه سني شافعي
- ميكائيل فولغيمون رسام ألماني

## وفيات
- أبو فارس عبد العزيز المتوكل.
- لويس الثالث دوق أنجو.
- يوغيلا.